# Neomorphaster margaritaceus
Neomorphaster margaritaceus is een zeester uit de familie Stichasteridae.
De wetenschappelijke naam van de soort werd in 1882 gepubliceerd door Edmond Perrier.